# Kostel svaté Anny (Brno, Pekařská)
Kostel svaté Anny je zaniklý římskokatolický chrám na Staré Brně v Brně. Jednalo se o klášterní kostel tamního kláštera dominikánek, který byl přestavěn na zemskou nemocnici.

## Historie
Klášter dominikánek na předměstí Brna, u cesty spojující město se Starým Brnem (dnešní Pekařská ulice), založil král Jan Lucemburský ve druhém desetiletí 14. století. Budovy konventu začaly zřejmě vznikat po roce 1317, přičemž jeho součástí byl také klášterní kostel svaté Anny. Areál kláštera se svým nejbližším okolím následně vytvořil samostatné předměstí U Svaté Anny.
Kostel, označovaný též jako kaple nebo oratorium, se nacházel ve východní části klášterního komplexu, u křižovatky dnešních ulice Pekařské a Anenské, a do ulice se obracel boční stranou. Jednalo se o orientovanou bezvěžovou síňovou stavbu se sanktusníkem uprostřed sedlové střechy, V roce 1768 získal kostel osm nových bočních oltářů s obrazy od Josefa Sterna, Karla Josefa Aigena a Terezie Adolf-Girot (jeden Aigenův obraz se pravděpodobně dochoval v kostele ve Střelicích). Samotné oltáře pak pocházely z dílny Ondřeje Schweigla.
Klášter byl zrušen za josefinských reforem v roce 1782 a do jeho komplexu byl přestěhován vojenský špitál. Od roku 1786 zde fungoval všeobecný zaopatřovací ústav (dnešní Fakultní nemocnice u sv. Anny v Brně), který bývalý klášter s kostelem upravil pro své účely. Chrám byl přestavěn a získal nové okenní ostění, následně byla do něj umístěna část lůžkového oddělení. V polovině 19. století již areál bývalého kláštera a kostela pro nemocniční účely nevyhovoval, takže byl v roce 1864 zbořen a v letech 1865–1868 nahrazen novostavbou od Theophila Hansena. Při její stavbě byly zřejmě využity části zdiva kostela a kláštera, zejména v levém vstupním traktu nemocnice.